# غارت چمدان
غارت چمدان (به انگلیسی: Lootcase) فیلمی هندی محصول سال ۲۰۲۰ و به کارگردانی راجیش کریشنان است. در این فیلم بازیگرانی همچون کونال خمو، راشیکا دوگال، ویجای راز و رانویر شوری ایفای نقش کرده‌اند.